# Milan Horvat
Milan Horvat   (Pakrac, 28 de juliol de 1919 - Innsbruck, 1 de gener de 2014) fou un director d'orquestra croat.
Horvat va néixer a Pakrac. Va estudiar amb Igor Markevitch i va començar la seva carrera professional el 1946 amb l'Orquestra Simfònica de Ràdio de Zagreb, seguit el 1953 pel càrrec de director principal de l'Orquestra Simfònica Nacional de Dublín (RTÉ National Symphony Orchestra) durant cinc anys.
Va ser director d'orquestra, director general, director principal convidat i, des de 1985, director d'honor de tota la vida de l'Orquestra Filharmònica de Zagreb, amb moltes actuacions a Salzburg, Venècia, Marsella, Ginebra, Viena, Graz i els EUA, entre d'altres. També va ser director d'orquestra de l'Òpera Zagreb (Teatre Nacional Croata de Zagreb) durant deu anys.
A partir del 1970 va realitzar classes magistrals a l'acadèmia d'estiu de Salzburg. Va ser director honorari de l'Orquestra de la Cambra de Lausana i, a partir del 1981, director principal convidat i membre honorari de la Filharmònica Eslovena. Va treballar amb alguns dels millors solistes del món, com Mstislav Rostropovich, David Oistrakh, Yehudi Menuhin i Arturo Benedetti Michelangeli.
Des del 1969 fins al 1975 va ser el cap de la recentment creada Orquestra Simfònica de la Ràdio de Viena. Posteriorment, fins a la seva jubilació, el 1989, va impartir una classe de direcció d'orquestra a la Universitat de Música de Graz / Àustria; entre els seus alumnes hi havia Daniel Raiskin, Fabio Luisi, Richard Hein, Michele Trenti i Gerhard Präsent. Des del 1997 fins al 2000 va ser director titular de l'Orquestra Simfònica de Graz.
Després de retirar-se de les tasques universitàries (1989), va dirigir orquestres a tot Europa a ciutats com Berlín, Roma, Salzburg i Lisboa.
Moltes de les seves actuacions s'han publicat en CD, incloses la quarta i la vuitena simfonia de Dvořák, amb l'Orquestra Simfònica de la Ràdio Austríaca, al segell "Excelsior"; i el tercer concert per a piano de Rachmaninoff amb David Helfgott com a solista de l'Orquestra Filharmònica de Copenhaguen amb el segell "RCA Victor".
Horvat va morir a Innsbruck, Àustria, als 95 anys.